# موجة راكدة

موجة ساكنة (أسود) تنشأ من تطابق موجتين متضادتين (أحمر) و(أزرق). عقد الموجة الساكنة توجد في النقط الحمراء.

الموجة الموقوفة تحصل عند تداخل موجتين متحركتين لهُما نفس التردد والسعة، متضادتان في الاتجاه ومتطاورتان. الموجة الموقوفة لا تَنْتَقِلُ فيها الحركةُ الدَّورية الكاملة.
وهي موجة ذات وضعية ثابتة. تنشأ هذه الظاهرة اما بسبب الوسط المعاكس لحركة الموجة أو في الوسط الساكن نتيجة تداخل بين موجتين متعاكستين في الاتجاه. وهي أحد أسباب الرنين في مولدات الرنين.

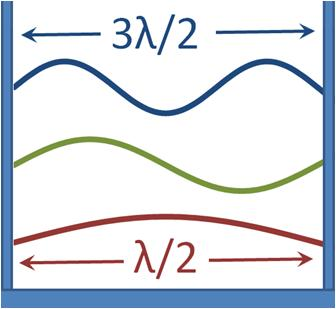
الموجات الكهرومغناطيسية الساكنة في مذبذب.

## مقـــدمة
المسافة بين عقدتين متتاليتين أو بين قمتين متتاليتين (مطالين) هي طول الموجة للموجة المنتشرة الأصلية.
وفي حالة الموجة الراكدة توجد موجة أخرى تكون العقد فيها منزاحة بمقدار 1/4 طول موجة عن الموجة الأولى.
في حالة الموجة الكهرومغناطيسية الراكدة يكون الاهتزاز ناشئا من المجال الكهربائي والمجال المغناطيسي، وفي حالة الموجة الصوتية الراكدة مثل الناي أو الأرغول فيكون الاهتزاز هو تغير ضغط الهواء.
عندما تنشأ موجة راكدة من مصدرين يهتزين بنفس الطور تتكون قمة موجية في نقطة الوسط بينهما، ذلك لأن في تلك النقطة تلتقي الموجتان وتقوى الواحدة الأخرى. وعلى مسافة 1/4 موجة من تلك النقطة يبلغ الفرق الزمني لالتقاء الموجتين 1/2 دورة، وعندها تكون الموجتان متضادتي الطور وتمحو الواحدة الأخرى وتنشأ عقدة. وبتعميم هذا المبدأ نجد حالتين:
قمة: تحدث قمة عندما تكون المسافة d من نقطة الوسط عددا صحيحا لنصف الموجة،
{\displaystyle d=n\cdot {\frac {\lambda }{2}}\qquad {\text{with}}\qquad n=0,1,2,\dots }
عقدة: توجد عقدة عندما تكون المسافة d من نقطة الوسط عددا
صحيحا بمقدار 1/2 + 1/4 من طول الموجة.
{\displaystyle d=\left(n+{\frac {1}{2}}\right)\cdot {\frac {\lambda }{2}}\qquad {\text{with}}\qquad n=0,1,2,\dots }

## الوسط المتحرك
أحد الامثلة على هذا النوع في علم الطقس تظهر الموجات الراكدة تحت ظروف معينة في الأماكن المحجوبة عن الرياح في الجبال وتستغل أحيانا من قبل هواة الطيران الشراعي.

## الموجات المتعاكسة

موجة راكدة في وسط, النقاط الحمراء تمثل العقد

الموجة باللون الأسود تفسر على انها مجموع موجتين متضادتين.

مثال هذا النوع هو الموجة الساكنة في خط نقل وهي موجة ينشأ فيها التيار، الجهد أو شدة المجال عن طريق تراكم موجتين لهما نفس التردد وتنتشران باتجاهين متضادين. التأثير الناتج يؤدي إلى سلسلة من العقد (ازاحة صفرية) ومضادات العقد (ازاحة عظمى) وذلك عند نقاط ثابتة على طول خط النقل. ويمكن لهذه الموجات ان تتشكل عندما ترسل إلى طرف من الناقل ثم تنعكس م الطرف الآخر عبر ما يسمى عدم تماثل المعاوقة، أي وجود تقطعات (دائرة مفتوحة أو مقصورة). في هذه الحالة من الترددات يتسبب الفشل في نقل القدرة بتوهين مشوش.
مثال اخر هو الموجات الساكنة في المحيط المفتوح المتشكلة من موجات لها نفس الزمن الدوري وتتنقل باتجاهات متعاكسة.
يمكن ملاحظة الموجات الساكنة أيضا في الاحواض القريبة من أجهزة مهتزة مثل مضخة مياه حيث تتشكل شبكة موجية ثابتة في المياه المتأثرة بالاهتزازات وسبب الثبات هو تردد المضخة الثابت.
في الواقع العملي يعني الفقد في خط النقل والمكونات الأخرى انه لايمكن الحصول على انعكاس تام ولكن النتيجة هي موجات ساكنة جزئية. تقاس قدرة الموجة على الانعكاس بما يسمى نسبة الموجة الساكنة-Standing wave ratio (SWR).

### الوصف الرياضي
بفرض موجتين توافقيتين يمكن تمثيلهما بالعلاقات:
{\displaystyle y_{1}\;=\;y_{0}\,\sin(kx-\omega t)}
و
{\displaystyle y_{2}\;=\;y_{0}\,\sin(kx+\omega t)}
حيث:
- y0 مطال الموجة،
- ω السرعة الزاوية مقاسة بالراديان\ثانية (rad/s),
- k رقم الموجة لكل متر.
- x وt متغيران يمثلان الوضع الافقي والزمن على التولي.

وتصبح المحصلة y هي إجمالي y1 وy2:
{\displaystyle y\;=\;y_{0}\,\sin(kx-\omega t)\;+\;y_{0}\,\sin(kx+\omega t).}
وباستخدام المتطابقات المثلثية للتبسيط:
{\displaystyle y\;=\;2\,y_{0}\,\cos(\omega t)\;\sin(kx).}
هذه المعادلة تصف تذبذب الموجة مع الزمن، ولكن لديها موضع مكاني مستقل عن الزمن: sin(kx). في المواقع x = 0, λ/2, λ, 3λ/2,... العقد صفرية السعة، بينما تدعى المواضع x = λ/4, 3λ/4, 5λ/4,... مضادات العقد ذات السعة العظمى. تكون المسافة بين عقدتين مترافقتين (العقدة أو ضد العقدة) هي λ/2.

## الموجات الساكنة بين عاكسين
تنشأ موجات راكدة بين عاكسين عند أطوال معينة لطول الموجة. وتسمى أطوال الموجات المميزة هذه بالترددات الذاتية.
ويعتمد تكون موجة ساكنة عند أطوال موجة معينة على نوع الموجة. فمثلا، في حالة وتر مشدود بين عاكسين فلا بد من وجود عقدة عند طرفي الوتر، كما هو مبين في الشكل أسفله.
وفي حالة موجة كهرومغناطيسية ساكنة لا بد من أن يكون المجال الكهربائي عند العاكس مساويا للصفر، بينما يكون المجال المغناطيسي للموجة عند تلك النقطة قمة. ويكون للموجة الكهرومغناطيسية الناتجة عنئذ انزياحا قدره 90° حيث يكون المجالين E و H للموجة الذاهبة والمرتدة في نفس الطور.
أما في حالة موجة صوتية طولية ساكنة فينشأ عند كل من العاكسين قمة لضغط الصوت.
بعض الصور والأمثلة: 

انعكاس المجالان الكهربائي والمغناطيسي عند نشأة موكة كهرومغناكيسية ساكنة
أكبر ثلاثة لأطوال الموجة التي تنشأ عند ربط وتر من طرفيه .
الاهتزاز الأساسي , و المقام الأول و المقام الثاني

## تطبيقات

### خطوط نقل الإشارة
في الكهرباء وعلم الإتصالات يمكن ملاحظة الموجات الراكدة على طول خطوط نقل الإشارة الترددية بدلالة ما يسمى الممانعة المميزة، الجهد والتيار.